# بريان بينيت
بريان بينيت (بالإنجليزية: Bryan Bennett)‏ هو لاعب كرة قدم كندية أمريكي، ولد في 6 مارس 1992 في طرزانا، لوس أنجلوس في الولايات المتحدة.

## وصلات خارجية
- بريان بينيت على موقع إي إس بي إن.كوم (أن.أف.أل)3
- بريان بينيت على موقع كلية كرة القدم في سبورتس رفرنس.كوم (الإنجليزية)